# فک خزپوش آمریکای جنوبی
فک خزپوش آمریکای جنوبی (نام علمی: Arctocephalus australis) نام یک گونه از تیره فک گوش‌دار است.